# Pau Brasil (Brasil)
Pau Brasil es un municipio brasileño del estado de Bahía. Su población estimada en 2004 era de 11.442 habitantes.